# Écluse de Béteille
L'écluse de Béteille est une écluse à chambre unique du canal du Midi. Construite vers 1674, elle se trouve à 85,9 km de Toulouse à 123 m d'altitude. Les écluses adjacentes sont l'écluse de Villeséque à l'est et l'écluse de Bram, à l'ouest.
Elle est située sur la commune de Montréal dans le département de l'Aude en région Occitanie.